# Bella Poarch
Bella Poarch (* 8. Februar 1997 in Pangasinan, Philippinen; bürgerlich Denarie Bautista Taylor) ist eine US-amerikanisch-philippinische Influencerin und Sängerin. Ein auf ihrem TikTok-Account veröffentlichtes Video weist die meisten Likes auf der Plattform auf. Im Mai 2021 erschien ihre Debütsingle Build a Bitch, mit der sie unter anderem in die US-amerikanischen, britischen und neuseeländischen Singlecharts einsteigen konnte.

## Leben
Bella Poarch wuchs bis zum Alter von drei Jahren bei ihrer philippinischen Großmutter in einem Armenviertel von Lingayen auf und wurde anschließend zur Adoption freigegeben. Ihr Adoptivvater ist ein US-Amerikaner, der zuvor in Saudi-Arabien im US-Militär gedient und sich auf den Philippinen niedergelassen hatte.
In einem Interview erzählte Poarch, dass sie und ihr ebenfalls adoptierter Bruder während ihrer gesamten Kindheit bis zu ihrer Einberufung zum Militär schwer misshandelt worden seien. Mit ihren Adoptiveltern, ihrem Bruder sowie zwei älteren Schwestern habe sie auf einem kleinen Landgut gelebt und dort täglich arbeiten müssen. Später zog die Familie teilweise für ein paar Monate nach Kalifornien zu einer Verwandten, bevor sie sich wegen einer Bypass-Operation des Adoptivvaters in Texas niederließ, als Poarch 13 Jahre alt war.
Von 2017 bis 2020 war sie bei der U.S. Navy und in Hawaii sowie Japan stationiert.

## Karriere
Poarch begann im April 2020 mit dem regelmäßigen Hochladen von Videos auf das Videoportal TikTok. Dort gelang ihr mit einem Lip-Sync-Clip zu dem Lied M to the B von Millie B. der Durchbruch. Das Video verzeichnete bis zum 22. Mai 2021 über 500 Millionen Aufrufe und 49 Millionen Likes, womit es das Video mit den meisten Likes überhaupt auf TikTok darstellt.
Am 14. Mai 2021 veröffentlichte Poarch ihre Debütsingle Build a Bitch über Warner Records. Das Musikvideo zu dem Song erreichte innerhalb einer Woche über 80 Millionen Aufrufe auf YouTube. Darüber hinaus konnte sich der Song unter anderem auf Rang 37 in den britischen und Rang 40 in den neuseeländischen Singlecharts platzieren. Inhaltlich beschäftigt sich das Lied mit Selbstakzeptanz und damit, seine Fehler und Unvollkommenheiten zu akzeptieren. Musikalisch wurde es von Billboard als „audacious, darkly comic slice of new-school pop“ beschrieben.
Auf ihrem Album Dolls arbeitete sie mit der Sängerin Grimes zusammen.

## Diskografie

### EPs
| Jahr | Titel Musiklabel         | Höchstplatzierung, Gesamtwochen, AuszeichnungChartplatzierungen (Jahr, Titel, Musiklabel, Platzierungen, Wochen, Auszeichnungen, Anmerkungen) | Höchstplatzierung, Gesamtwochen, AuszeichnungChartplatzierungen (Jahr, Titel, Musiklabel, Platzierungen, Wochen, Auszeichnungen, Anmerkungen) | Höchstplatzierung, Gesamtwochen, AuszeichnungChartplatzierungen (Jahr, Titel, Musiklabel, Platzierungen, Wochen, Auszeichnungen, Anmerkungen) | Höchstplatzierung, Gesamtwochen, AuszeichnungChartplatzierungen (Jahr, Titel, Musiklabel, Platzierungen, Wochen, Auszeichnungen, Anmerkungen) | Höchstplatzierung, Gesamtwochen, AuszeichnungChartplatzierungen (Jahr, Titel, Musiklabel, Platzierungen, Wochen, Auszeichnungen, Anmerkungen) | Anmerkungen                           |
| Jahr | Titel Musiklabel         | DE | AT | CH | UK | US | Anmerkungen                           |
| ---- | ------------------------ | --- | --- | --- | --- | --- | ------------------------------------- |
| 2022 | Dolls Warner Music Group | — | — | — | — | — | Erstveröffentlichung: 12. August 2022 |

### Singles
| Jahr | Titel Album              | Höchstplatzierung, Gesamtwochen, AuszeichnungChartplatzierungen (Jahr, Titel, Album, Platzierungen, Wochen, Auszeichnungen, Anmerkungen) | Höchstplatzierung, Gesamtwochen, AuszeichnungChartplatzierungen (Jahr, Titel, Album, Platzierungen, Wochen, Auszeichnungen, Anmerkungen) | Höchstplatzierung, Gesamtwochen, AuszeichnungChartplatzierungen (Jahr, Titel, Album, Platzierungen, Wochen, Auszeichnungen, Anmerkungen) | Höchstplatzierung, Gesamtwochen, AuszeichnungChartplatzierungen (Jahr, Titel, Album, Platzierungen, Wochen, Auszeichnungen, Anmerkungen) | Höchstplatzierung, Gesamtwochen, AuszeichnungChartplatzierungen (Jahr, Titel, Album, Platzierungen, Wochen, Auszeichnungen, Anmerkungen) | Anmerkungen                                         |
| Jahr | Titel Album              | DE | AT | CH | UK | US | Anmerkungen                                         |
| ---- | ------------------------ | --- | --- | --- | --- | --- | --------------------------------------------------- |
| 2021 | Build a Bitch Dolls (EP) | DE86 (1 Wo.)DE | AT60 (3 Wo.)AT | CH74 (5 Wo.)CH | UK30 Silber · (10 Wo.)UK | US56 Platin · (12 Wo.)US | Erstveröffentlichung: 14. Mai 2021                  |
| 2021 | Inferno Dolls (EP)       | — | — | — | — | US— GoldUS | Erstveröffentlichung: 13. August 2021 mit Sub Urban |
| 2022 | Dolls Dolls (EP)         | — | — | — | — | — | Erstveröffentlichung: 14. Juli 2022                 |
| 2022 | Living Hell Dolls (EP)   | — | — | — | — | — | Erstveröffentlichung: 12. August 2022               |

## Auszeichnungen für Musikverkäufe
| Goldene Schallplatte - Brasilien - 2021: für die Single Inferno | Platin-Schallplatte - Kanada - 2021: für die Single Build a Bitch - Polen - 2023: für die Single Build a Bitch |

Anmerkung: Auszeichnungen in Ländern aus den Charttabellen bzw. Chartboxen sind in ebendiesen zu finden.
| Land/RegionAuszeichnungen für Musikverkäufe (Land/Region, Auszeichnungen, Verkäufe, Quellen) | Silber  | Gold     | Platin     | Verkäufe  | Quellen             |
| -------------------------------------------------------------------------------------------- | ------- | -------- | ---------- | --------- | ------------------- |
| Brasilien (PMB)                                                                              | —       | Gold1    | —          | 20.000    | pro-musicabr.org.br |
| Kanada (MC)                                                                                  | —       | —        | Platin1    | 80.000    | musiccanada.com     |
| Polen (ZPAV)                                                                                 | —       | —        | Platin1    | 50.000    | olis.pl             |
| Vereinigte Staaten (RIAA)                                                                    | —       | Gold1    | Platin1    | 1.500.000 | riaa.com            |
| Vereinigtes Königreich (BPI)                                                                 | Silber1 | —        | —          | 200.000   | bpi.co.uk           |
| Insgesamt                                                                                    | Silber1 | 2× Gold2 | 3× Platin3 |           |                     |